# 栃ノ木峠
栃ノ木峠（とちのきとうげ）は、国道365号にあり、福井県南条郡南越前町と滋賀県長浜市との県境に跨る峠である。

## 概要
標高は538mであり、険しい山道を抜ける峠である。また福井県における嶺南、嶺北を隔てる三つの峠の最南端に位置する。「酌子峠」（しゃくしとうげ）、「虎杖崩」（いたどりくずれ）といった別名があり、それぞれの名の由来にも諸説ある。ただし栃ノ木峠という名の由来は峠付近に栃の大木があった為、という説が有力である。古代から北国街道の難所として知られており、安土桃山時代からは特に重要な要所とされた。またこの付近には若狭の野坂山地や越前の両白山地、湖東の伊吹山地がそれぞれ聳えており、これらの山地の間をほぼ直線状に南北に伸びる柳ヶ瀬断層が形作る谷の最高点が栃ノ木峠になっている。南側から峠まではなだらかに登っているが、峠から北側は急傾斜のヘアピンカーブで下っている。

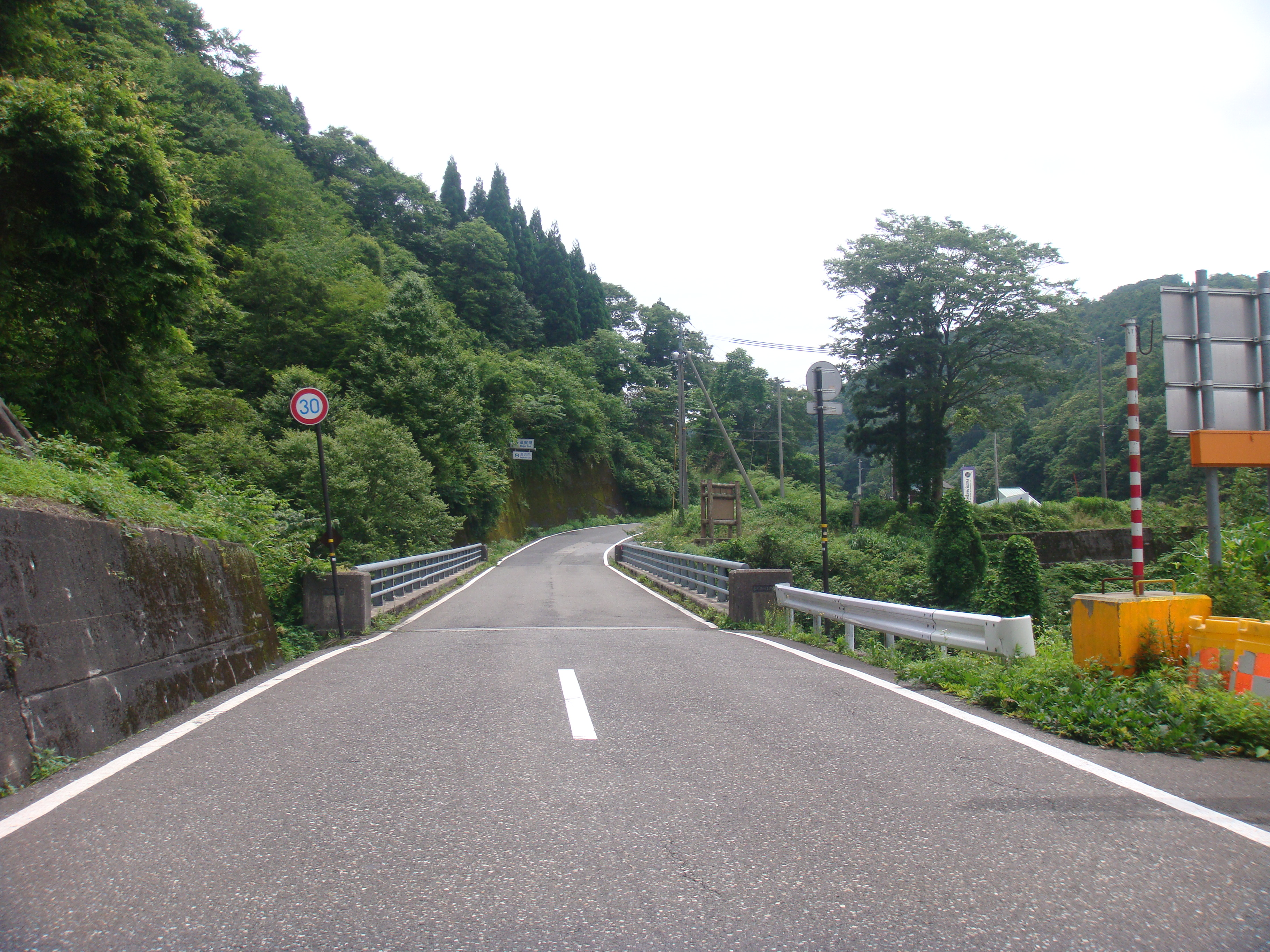
福井県側から滋賀県側を望む（2010年撮影）

## 歴史
1575年（天正3年）に越前国内8郡の支配を織田信長に委ねられた柴田勝家によって、安土城への参勤の近道として改修された。1578年に官道となり、江戸時代には福井藩主も参勤交代の際にこの峠を使用していた。

## 道路状況
決して低くはない峠ではあるが、カーブミラーやガードロープも設置されており、1.5車線以上の道幅が常に確保されているので、山道に慣れたものなら走りやすい部類の峠に入る。ただし連続カーブや曲がり損ねたら崖から落下という箇所があったり、道幅の割りには大型車が嶺北方面（武生市、福井市、加賀北陸方面）への抜け道としての利用も多く、初心者にはあまり勧められない道と言える。滋賀県側の峠の麓から福井県道・滋賀県道140号敦賀柳ヶ瀬線が分かれており、ここを経由することで国道8号の峠である新道野越に出ることが出来る。こちらの峠のほうが栃ノ木峠に比較し、はるかに安全に走ることが出来る峠なので、運転に自信のない人はこちらを使ったほうが良い。福井県敦賀市内に国道476号が走っており、南越前町で国道365号と重複するので利用しやすい道である。

## 栃ノ木峠道路
2025年4月1日、当峠の直下をトンネルでバイパスする栃ノ木峠道路の事業化が決定した。冬期交通不能区間の解消を目指すとしている。

## 峠附近からの接続道路
- 国道476号（南越前町内で重複）
- 福井県道・滋賀県道140号敦賀柳ヶ瀬線